# Talsperre Bouçã
Die Talsperre Bouçã (portugiesisch Barragem da Bouçã) liegt in der Region Mitte Portugals. Sie staut den Fluss Zêzere, der an dieser Stelle die Grenze zwischen den Distrikten Castelo Branco und Leiria bildet. Ungefähr sechs Kilometer nordwestlich liegt die Kleinstadt Figueiró dos Vinhos.
Sie wurde 1955 fertiggestellt und ist im Besitz der Companhia Portuguesa de Produção de Electricidade (CPPE).

## Absperrbauwerk
Das Absperrbauwerk ist eine doppelt gekrümmte Bogenstaumauer aus Beton mit einer Höhe von 63 (bzw. 65) m über der Gründungssohle. Die Mauerkrone liegt auf einer Höhe von 181 m über dem Meeresspiegel. Die Länge der Mauerkrone beträgt 175 m. Das Volumen des Bauwerks beträgt 70.000 m³.
Die Staumauer verfügt sowohl über einen Grundablass als auch über eine Hochwasserentlastung. Über den Grundablass können maximal 200 m³/s abgeleitet werden, über die Hochwasserentlastung maximal 2.200 m³/s.

## Stausee
Beim normalen Stauziel von 175 m erstreckt sich der Stausee über eine Fläche von rund 5 km² und fasst 48,4 (bzw. 49) Mio. m³ Wasser – davon können 15,22 (bzw. 7,9) Mio. m³ zur Stromerzeugung genutzt werden.

## Kraftwerk
Das Kraftwerk Bouçã ist mit einer installierten Leistung von 50 (bzw. 44) MW eines der kleineren Wasserkraftwerke Portugals. Die durchschnittliche Jahreserzeugung liegt bei 157,2 (bzw. 140, 153,2 oder 162) Mio. kWh.
Die Francis-Turbinen und die Generatoren wurden von Siemens geliefert. Die erste Maschine ging 1955, die zweite 1956 in Betrieb. Sie befinden sich in einem Maschinenhaus auf der rechten Seite der Staumauer. Die zwei Turbinen des Kraftwerks leisten jede maximal 25 MW und die Generatoren 28 MVA. Die Nenndrehzahl der Turbinen liegt bei 214,3 /min (bzw. 214). Die Nennspannung der Generatoren beträgt 6 kV. In der Schaltanlage wird die Generatorspannung von 6 kV mittels Leistungstransformatoren auf 165 kV hochgespannt.
Die minimale Fallhöhe beträgt 52,5 m, die maximale 56,5 m. Der maximale Durchfluss liegt bei 50 m³/s.
Das Kraftwerk ist im Besitz der CPPE, wird aber von Energias de Portugal (EDP) betrieben.